# سونير كونت برشلونة
سونير (870 تقريبًا - 950م) هو كونت برشلونة وجرندة وأوسونا بين عامي 911-947. تخلَّى سونير عن سياسة أسلافه مع جيرانه المسلمين، فقاتلهم في معارك لاردة وطراغونة. وفي الوقت نفسه، كانت له علاقات دبلوماسية مع الدولة الأموية في الأندلس.
في عام 912، دمر محمد بن عبد الملك الطويل والي وشقة ولاردة الجيش البرشلوني بقيادة سونير في وادي تيريجا. إلا أن سونير رد الهجوم عام 913 بنجاح، وهزم الطويل الذي قتل في الهجوم. بعد ذلك عمر مقاطعة بينيديس التي كانت مسرحًا للعديد من النزاعات بين الإمبراطوريتين الفرنجية والإسلامية في أوليردولا عام 929.
وفي عام 936، قاد حملة أخرى ضد المسلمين، أسفرت عن خسائر للمسلمين أبرزها مقتل قاضي بلنسية وتخلى المسلمون مؤقتًا عن طراغونة (التي أصبحت منطقة محرمة)، وإضطرت طرطوشة أن تدفع جزية إلى سونير. إلا أن النصر لم يدم طويلاً، ففي عام 940، أرسل عبد الرحمن الناصر رسلاً وأسطول إلى برشلونة، مما اضطر سونير للتخلي عن تحالفه مع زوج ابنته غارسيا سانشيز الأول ملك نافارا.
في عام 947، تقاعد سونير وترهبن متنازلاً لولديه بوريل الثاني وميرو الأول عن الحكم، وتوفي في دير لا غراسا عام 950.
| قبله: ويلفريد الثاني | كونت برشلونة | بعده: بورل الثاني |